# Пабло Фонтанельйо
Па́бло Есек'є́ль Фонтане́льйо (ісп. Pablo Ezequiel Fontanello, нар. 26 вересня 1984, Лінкольн, Буенос-Айрес, Аргентина) — аргентинський та італійський футболіст, центральний захисник російського футбольного клубу «Урал».
Відомий також виступами за аргентинські клуби «Тігре», «Хімнасія і Есгріма», чилійський «Сантьяго Вондерерз», український футбольний клуб «Чорноморець» з міста Одеса та норвезький «Стабек». У складі цих команд став фіналістом кубку України та срібним призером Прімери Дивізіону чемпіонату Аргентини.

## Життєпис

### Клубна кар'єра

#### Перші роки
Пабло Есек'єль Фонтанельйо народився 26 вересня 1984 року у місті Лінкольн, що у провінції Буенос-Айрес. У дорослому футболі дебютував 2003 року виступами за команду клубу «Депортіво Еспаньйол», в якій провів три сезони, взявши участь у 96 матчах чемпіонату.
Згодом з 2006 по 2009 рік грав у складі клубів «Тігре» та на правах оренди у чилійському клубі «Сантьяго Вондерерз».
Своєю грою за останню команду привернув увагу представників тренерського штабу італійської «Парми», до складу якої приєднався 2009 року і переїхав до Італії, де отримав друге громадянство. Контракт на гравця італійському клубу чимало коштував — чотири мільйони євро. Пробитися до складу основного складу команди пармського клубу не зумів та вже наступного року повернувся на батьківщину, де до 2011 року на умовах оренди захищав кольори клубів «Тігре» та «Хімнасія і Есгріма».

#### «Чорноморець»
До складу одеського «Чорноморця» приєднався 2011 року, також на орендних умовах. Після чотирьох зіграних матчів та одного забитого голу клуб викупив гравця у «хрестоносців». Свій перший матч за одеську команду Пабло провів 15 жовтня 2011 року проти харківського «Металіста». Вийшовши зі стартових хвилин на футбольне поле під номером 29, аргентинський центрбек відіграв усю зустріч, щоправда «жовто-сині» у тому матчі все ж виграли з рахунком 1:0.. У сезоні 2012–2013 Фонтанельйо разом із командою здобув перемогу над дніпропетровським «Дніпром», у результаті чого команда потрапила до фіналу Кубку України, а після того здобула можливість зіграти у наступному сезоні у Суперкубку країни та Лізі Європи, що стало для аргентинця дебютом у єврокубкових турнірах. Всього за перші два проведені у команді сезони молодий захисник провів 40 матчів у чемпіонаті та 7 у кубку, де забив 2 та чотири м'ячі відповідно. За даними «Instat Football», що займається статистичними даними у провідних чемпіонатах Європи, Пабло став найкращим гравцем української Прем'єр-ліги у єдиноборствах, 72% відсотки боротьби з іншими футболістами аргентинець вигравав. Також 71% відборів м'яча, що їх проводив Фонтанельйо, футболісту вдавалися, а також 163 перехвати.
Наступного сезону 2013–2014 року Пабло також себе зарекомендував, як небезпечний гравець «другого поверху». Так у матчі проти одного з найтитулованіших українських клубів, київського «Динамо», Фонтанельйо забив м'яч головою зі стандарту (2:1 на користь «моряків»). По закінченні року сайти «championat.com», «ua.tribuna.com» та «ukrfootball.kiev.ua» внесли Фонтанельйо у символічну збірну першої половини сезону української Прем'єр-ліги, зокрема, й через те, що команда пропустила найменшу кількість м'ячів у чемпіонаті. Зокрема, багато футбольних експертів відзначила відмінні дії зв'язку Фонтанельйо та його партнера, також центрального захисника, Маркуса Берґера та воротаря команди, Дмитра Безотосного. На початку 2014 року через надзвичайно важку суспільно-політичну ситуацію у країні футболіст розірвав контракт за обопільною згодою. Разом із ним «Чорноморець» покинула низка інших легіонерів, зокрема Маркус Берґер, Франк Джа Джедже, Андерсон Сантана та Сіто Рієра.

#### «Стабек»
Після розірвання контракту з українським футбольним клубом Пабло підписав контракт з норвезьким футбольним клубом «Стабек», у складі якого і завершив сезон.

#### «Урал»
У червні 2014 року підписав дворічний контракт (з можливістю продовження на рік) з російським клубом «Урал».

#### Статистика виступів
| Клуб | Ліга              | Сезон             | Чемпіонат | Чемпіонат | Кубок | Кубок | Єврокубки | Єврокубки | Інші змагання | Інші змагання | Інші змагання | Всього | Всього |
| Клуб | Ліга              | Сезон             | Ігор      | Голів     | Ігор  | Голів | Ігор      | Голів     | Назва         | Ігор          | Голів         | Ігор   | Голів  |
| --- | ----------------- | ----------------- | --------- | --------- | ----- | ----- | --------- | --------- | ------------- | ------------- | ------------- | ------ | ------ |
| «Стабек» | ТЛ                | 2014              | 0         | 0         | 0     | 0     | -         | -         | -             | -             | -             | 0      | 0      |
| «Стабек» | Всього            | Всього            | 0         | 0         | 0     | 0     | 0         | 0         |               | 0             | 0             | 0      | 0      |
| «Чорноморець» О                                                                                             | ПЛ                | 13-14             | 18        | 2         | 0     | 0     | 14        | 1         | СУ            | 1             | 0             | 33     | 3      |
| «Чорноморець» О                                                                                             | ПЛ                | 12-13             | 28        | 1         | 5     | 2     | -         | -         | -             | -             | -             | 33     | 3      |
| «Чорноморець» О                                                                                             | ПЛ                | 11-12             | 12        | 1         | 2     | 2     | -         | -         | МП            | 1             | 0             | 15     | 3      |
| «Чорноморець» О                                                                                             | Всього            | Всього            | 58        | 4         | 7     | 4     | 14        | 1         |               | 2             | 0             | 81     | 9      |
| «Хімнасія і Есгріма»                                                                                        | ПД                | 10-11             | 25        | 0         | 1     | 0     | -         | -         | -             | -             | -             | 23     | 0      |
| «Хімнасія і Есгріма»                                                                                        | Всього            | Всього            | 25        | 0         | 1     | 0     | —         | —         |               | —             | —             | 26     | 0      |
| «Тігре» | ПД                | 09-10             | 19        | 2         | 0     | 0     | -         | -         | -             | -             | -             | 19     | 2      |
| «Тігре» | ПД                | 08-09             | 20        | 0         | 0     | 0     | -         | -         | -             | -             | -             | 20     | 0      |
| «Тігре» | ПД                | 07-08             | 5         | 0         | 0     | 0     | -         | -         | -             | -             | -             | 5      | 0      |
| «Тігре» | Всього            | Всього            | 44        | 2         | 0     | 0     | —         | —         |               | —             | —             | 44     | 2      |
| Всього за кар'єру                                                                                           | Всього за кар'єру | Всього за кар'єру | 127       | 6         | 8     | 4     | 14        | 1         |               | 2             | 0             | 150    | 11     |
| ПД — Прімера Дивізіон; ПЛ — Прем'єр-ліга; МП — молодіжна першість; СУ — суперкубок України; ТЛ — Тіппеліга. |                   |                   |           |           |       |       |           |           |               |               |               |        |        |
| Останнє оновлення 7 квітня 2014.                                                                            |                   |                   |           |           |       |       |           |           |               |               |               |        |        |

## Титули та досягнення

### Аргентина
«Тігре»:
- Срібний призер Прімери Дивізіону чемпіонату Аргентини (1): 2007-08.

#### Україна
- Фіналіст Кубка України (1): 2012-13.